# Opération Inherent Resolve
Pendant la guerre d'Irak et la guerre civile syrienne
L'opération Inherent Resolve (OIR) est le nom de l'opération militaire américaine menée dans le cadre de la coalition internationale en Irak et en Syrie, à la fois en Irak et en Syrie.

## Nom de l'opération
Contrairement à leurs partenaires de la coalition, et à la différence des opérations de combat précédentes, aucun nom n'a initialement été donné au conflit entre le gouvernement américain et l'État islamique. La décision de ne pas nommer l'opération a suscité des critiques considérables dans les médias américains,,,,. De plus, les militaires américains demeurent inéligibles pour les médailles militaires de campagne et autres décorations de services en raison de la nature ambiguë de l'implication américaine dans ce conflit.
L'United States Central Command (CENTCOM) a donc émis une note pour répondre à cette problématique. Selon les responsables du CENTCOM, le nom « Inherent Resolve » (« détermination absolue ») est destiné à refléter la volonté inébranlable et le profond engagement de l'Amérique et de ses partenaires dans la région et dans le monde entier pour éliminer le groupe terroriste État islamique et la menace qu'il fait peser sur l'Irak, la région et plus largement sur la communauté internationale. Il symbolise aussi la volonté et le dévouement des membres de la coalition, de collaborer étroitement avec ses amis dans la région et d'appliquer la puissance nécessaire dans toutes ses dimensions, diplomatiques, informationnels, militaires, et économiques afin d'affaiblir et, finalement de détruire l'État islamique.
Le département de la Défense a annoncé, fin d'octobre 2014, que les troupes qui opèrent à l'appui de l'opération Inherent Resolve depuis le 15 juin seraient éligibles à la Global War on Terrorism Expeditionary Medal. Les zones de service concernées sont les suivants: Bahreïn, Chypre, l'Égypte, l'Iran, l'Irak, Israël, la Jordanie, le Koweït, le Liban, la Qatar, l'Arabie Saoudite, la Syrie, la Turquie et les Émirats arabes unis, ainsi que des troupes de soutien à l'opération dans le golfe Persique, la mer Rouge et la Méditerranée à l'est de la longitude 25 degrés. La médaille est approuvée rétroactivement à partir du 15 juin, a indiqué le Pentagone.

## Opérations
La principale force de frappe américaine déployée est l’aviation, dont les bases sont situées au Proche et Moyen-Orient. Elle comprend notamment des bombardiers stratégiques B-1 puis B-52 appuyés par l'aéronavale. Des forces spéciales et des hélicoptères de combat sont déployés en Irak et en Syrie. Depuis l'été 2015, des lance-roquettes multiples M142 HIMARS d'un bataillon d'artillerie sont engagés en Irak.
Mi-janvier 2016, il est décidé le déploiement de 1 800 parachutistes de la 101e division aéroportée en support des forces irakiennes pour la reprise de Mossoul.
En mars 2016, si 3 870 militaires américains sont officiellement déployés en Irak, on estime leur nombre à 5 000.